# Syama
Syama (nep. स्यामा) – gaun wikas samiti w środkowej części Nepalu w strefie Dźanakpur w dystrykcie Dholkha. Według nepalskiego spisu powszechnego z 2001 roku liczył on 400 gospodarstw domowych i 2038 mieszkańców (1072 kobiet i 966 mężczyzn).